# Emil Ábrányi
Emil Ábrányi (Budapest, 22 de septiembre de 1882- Budapest, 11 de febrero de 1970) fue un compositor, director de orquesta y profesor de música húngaro. 

## Biografía
Su padre, del mismo nombre, fue compositor y libretista, y su abuelo, Kornél Ábrányi, igualmente músico. Estudió en la Academia de Música Ferenc Liszt, donde más tarde fue profesor. Entre 1911 y 1919 fue director de la Ópera Nacional de Hungría y, entre 1921 y 1926 del Teatro Municipal de Budapest. Descolló en el terreno de la ópera, entre cuyas composiciones destacan: Monna Vanna (1907), Paolo és Francesca (1911), Don Quixote (1917) y A Tamás templom karnagya (1947).

## Óperas
- A ködkirály (El rey de la niebla, 1903)
- Monna Vanna (1907)
- Paolo és Francesca (1911)
- Don Quixote (1917)
- Ave Maria: Májusi intermezzo (1922)
- A vak katona (El soldado ciego, 1923)
- Az éneklö dervis (El derviche cantante, 1937)
- Liliomos herceg (El príncipe de los lirios, 1938)
- Bizánc (Bizancio, 1942)
- Éva boszorkány (Eva la bruja, 1944)
- Balatoni rege (Una leyenda de Balaton, 1945)
- A Tamás-templom karnagya (El cantor de la iglesia de Santo Tomás, 1947)